# Катастрофа Ан-12 под Ивановом (1982)
Катастрофа Ан-12 под Иваново — авиационная катастрофа самолёта Ан-12БК советских ВВС, произошедшая во вторник 16 ноября 1982 года в Ивановской области близ аэродрома Северный (Иваново), при этом погибли 7 человек.

## Катастрофа
Самолёт из 610-го центра боевого применения и переучивания лётного состава выполнял тренировочный полёт. Пилотировал его экипаж из семи человек, командиром которого был подполковник Полушкин В. А. — начальник политотдела 610-го ЦБП. Согласно заданию первый тренировочный полёт должен был быть на десантировании с заходом на посадку при условном минимуме погоды. Однако командир Полушкин после выполнения взлёта решил не отходить на заданный маршрут, а выполнять полёт по большому кругу («большой коробочке»). Следуя в облаках со скоростью 370 км/ч, экипаж на высоте 450 метров начал выполнять первый разворот, но в процессе его выполнения ввёл машину в слишком крутой левый крен — 70°. Перейдя в сваливание, Ан-12 вошёл в штопор и, снижаясь с вертикальной скоростью полсотни метров в секунду, врезался в землю в 5800 метрах от Северного аэродрома и в 1100 метрах левее продолжения оси взлётно-посадочной полосы. При ударе о землю самолёт полностью разрушился и сгорел, а весь экипаж погиб.

## Причины
Как было установлено, при подготовке к полёту экипаж не выполнил в полном объёме контрольную карту и сперва забыл включить авиагоризонты, а затем не проверил их работоспособность. Когда же лётчики начали выполнять первый разворот, следуя при этом в облаках, то есть без видимых внешних ориентиров, то у них произошла дезориентация в пространстве, из-за чего они сами не заметили, что самолёт начал крениться все больше и больше. Так как авиагоризонты не работали, то они не смогли помочь экипажу своевременно заметить это, пока машина не вошла в штопор, после чего дезориентированный экипаж уже не мог исправить ситуацию.